# Equilibrio termodinámico

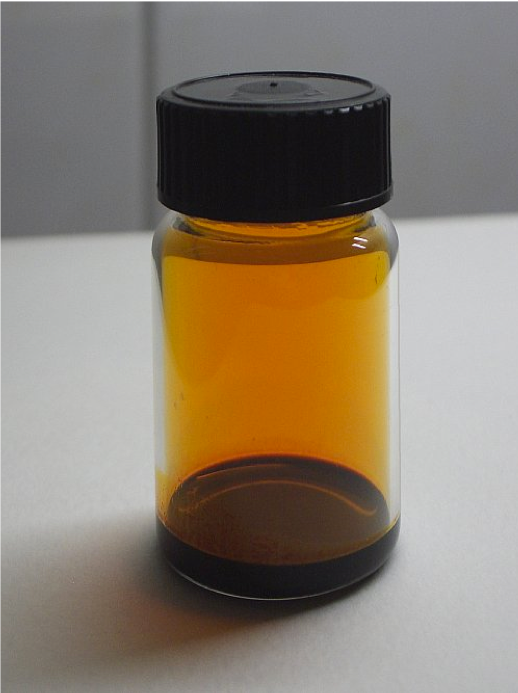
Bromo líquido, acompañado de una niebla de sus vapores de color marrón rojizo, en un frasco.

En termodinámica, se dice que un sistema se encuentra en estado de equilibrio termodinámico, si es incapaz de experimentar espontáneamente algún cambio de estado o proceso termodinámico cuando está sometido a unas determinadas condiciones de contorno  (las condiciones que le imponen sus alrededores). Para ello ha de encontrarse simultáneamente en equilibrio térmico, equilibrio mecánico y equilibrio químico. 
En termodinámica clásica se puede hablar de dos definiciones de equilibrio: 
1. Los estados de equilibrio son estados estacionarios espacialmente homogéneos
2. Los estados de equilibrio son estados estacionarios de flujo cero

Aunque la segunda definición incluye a la primera, la segunda considera en equilibrio aquellos estados en los que no existen flujos de masa o energía pero no necesariamente estados homogéneos.

## Potenciales termodinámicos y equilibrio
La condición de equilibrio termodinámico de un sistema puede estudiarse mediante el uso de potenciales termodinámicos:
- Potencial de Helmholtz A (o Energía de Helmholtz): Si un sistema está en contacto con un termostato (T=cte), el potencial A se minimiza. El sistema estará en equilibrio térmico si A  es mínimo.
- Entalpía H: Si un sistema está en contacto con una fuente de trabajo (P=cte)  el potencial H se minimiza. El sistema estará en  equilibrio mecánico si H  es mínimo.
- Energía de Gibbs G: Si un sistema está en contacto con un termostasto (T=cte) y una fuente de trabajo (P=cte) el potencial G se minimiza. El sistema estará en equilibrio térmico y equilibrio mecánico si G  es mínimo.

Una consecuencia de la segunda ley de la termodinámica es que en un estado de equilibrio, la entropía tiene un valor máximo en el sistema que se corresponderá con un mínimo en uno de los potenciales termodinámicos. En la formulación axiomática de Callen se expresa como:

En un estado de equilibrio, los valores que toman los parámetros característicos de un sistema termodinámico cerrado son tales que maximizan el valor de una cierta magnitud que está en función de dichos parámetros, llamada entropía.

## Repaso del equilibrio
- Dos sistemas se dicen que están en equilibrio térmico cuando el valor de sus temperaturas es la misma.

- Dos sistemas se dicen que están en equilibrio mecánico cuando el valor de sus presiones es la misma.

- Dos sistemas se dicen que están en equilibrio de fases cuando el valor de sus potenciales químicos es el mismo en cada fase en que se encuentre presente la especie.

- Todas las fuerzas están balanceadas.